# Десејлс Јуниверсити (Пенсилванија)
Десејлс Јуниверсити (енгл. DeSales University) насељено је место без административног статуса у америчкој савезној држави Пенсилванија.

## Демографија
По попису из 2010. године број становника је 953.
| Група             | 2000.    | 2010.       |
| Белци             | 0 (0,0%) | 872 (91,5%) |
| Афроамериканци    | 0 (0,0%) | 28 (2,9%)   |
| Азијати           | 0 (0,0%) | 6 (0,6%)    |
| Хиспаноамериканци | 0 (0,0%) | 35 (3,7%)   |
| Укупно            | 0        | 953         |